# Yinlong
Yinlong downsi
Genre
Espèce
Yinlong  est un genre fossile de dinosaures cératopsiens, de la famille des Chaoyangsauridae, ayant vécu au Jurassique supérieur (Oxfordien) dans ce qui est actuellement la Chine. Une seule espèce connue : Yinlong downsi.

## Découverte
Yinlong est connue par un squelette complet exhumé dans la formation géologique de Shishugou qui se situe dans la province du Xinjiang. Elle a été décrite par Xu et ses collègues en 2006.

## Étymologie
Son nom dérive du mandarin Yinlong qui signifie « dragon caché », une référence au film Tigre et Dragon réalisé par le cinéaste Ang Lee et sorti en 2000.

## Description

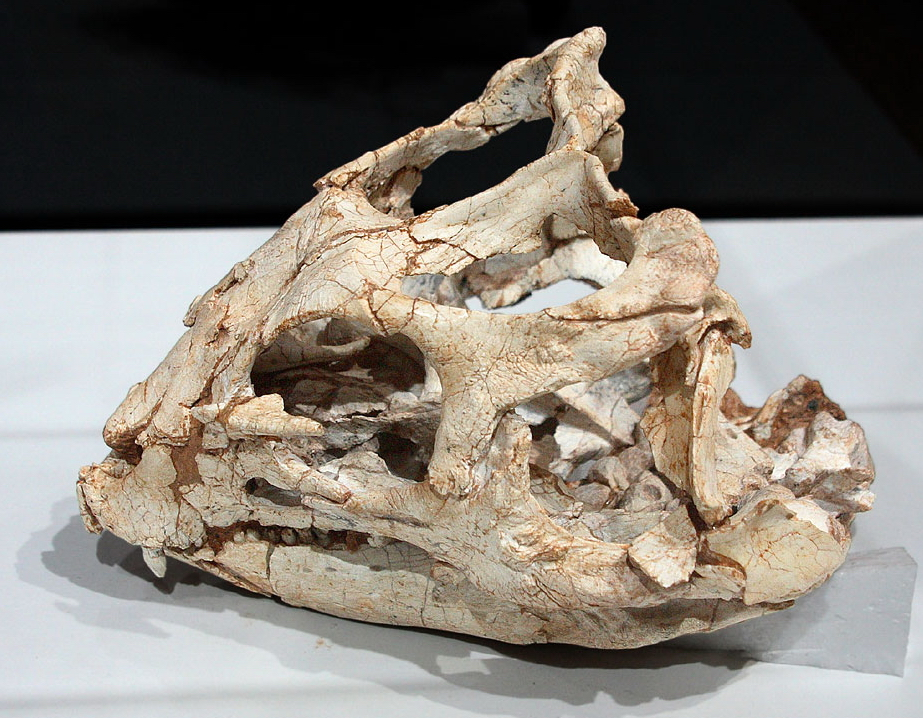
Crâne fossile d'un spécimen de Yinlong downsi.

Ce dinosaure herbivore bipède était de petite taille avec une longueur totale estimée à seulement 1,20 mètre et un poids d'environ 15 kg,.
Son crâne est haut et large et relativement grand par rapport à la plupart des Ornithischia, mais également proportionnellement plus petit que celui de la plupart des autres Ceratopsia,.
Ses longues pattes postérieures robustes et ses membres antérieurs plus courts avec des mains à trois doigts suggèrent un mode de locomotion bipède. 

## Classification
Le crâne de Yinlong downsi présente des caractères anatomiques que l'on trouve également chez les Pachycephalosauria et les Heterodontosauridae, ce qui confirme le placement des Ceratopsia (cératopsiens) et des Pachycephalosauria (pachycéphalosaures) dans le clade des Marginocephalia, ainsi que l'étroite parenté des Heterodontosauridae avec ces derniers.
En 2014, une analyse phylogénétique des Ceratopsia, conduite par Andrew Farke et al., confirme Yinlong comme le plus basal des Ceratopsia, avant le groupe frère constitué des genres Chaoyangsaurus et Xuanhuaceratops.
Depuis 2015, il est classé parmi les Chaoyangsauridae,,,.